# Geniczesk
Geniczesk (ukr. Генічеськ, Henicześk, ros. Геническ, Gieniczesk)  – miasto na południu Ukrainy, w obwodzie chersońskim, na brzegu Morza Azowskiego. 21,6 tys. mieszkańców. Od lutego 2022 pod okupacją rosyjską, od 12 listopada tego roku administracyjna stolica rosyjska okupowanej części obwodu chersońskiego.

## Historia

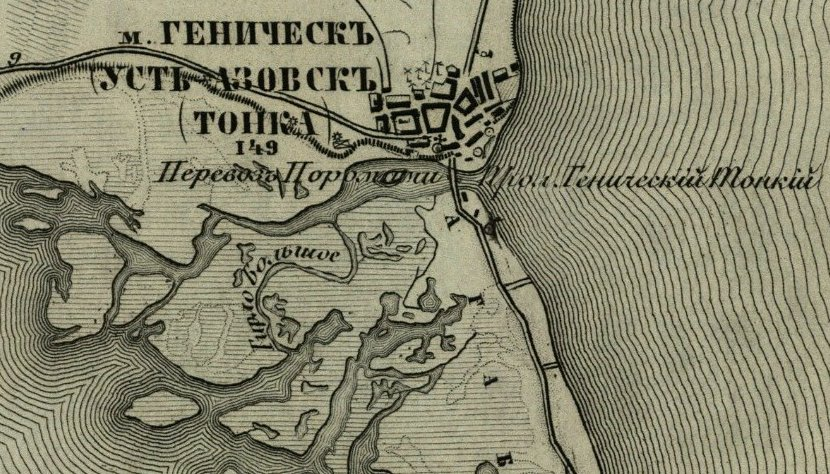
Fragment XIX-wiecznej mapy z Geniczeskiem

Pierwsze wzmianki o Geniczesku pochodzą z 10 lutego 1784 roku. W 1816 odnotowano tu istnienie 53 zagród (domostw). Prawa miejskie osada uzyskała w 1903 roku.
Pierwszego dnia inwazji Rosji na Ukrainę 24 lutego 2022 został zajęty przez wojska rosyjskie i znalazł się pod okupacją. Tego dnia ukraiński żołnierz Witalij Skakun wysadził most w pobliżu Geniczeska, aby spowolnić wojska rosyjskie, poświęcając życie. 30 września prezydent Rosji ogłosił włączenie do Rosji obwodu chersońskiego, nieuznane przez społeczność międzynarodową. Od 12 listopada 2022 po opuszczeniu Chersonia przez Rosjan, Geniczesk został wybrany na tymczasową administracyjną stolicę rosyjskiego obwodu chersońskiego.